# Суад Шеховић
Суад Шеховић (Бијело Поље, СФРЈ 19. фебруар 1987) црногорски је кошаркаш. Игра на позицијама бека и крила, а тренутно наступа за Будућност. Његов млађи брат Сеад се такође бави кошарком.

## Успеси

### Клупски
- Босна:
  - Првенство Босне и Херцеговине (2): 2005/06, 2006/07.
  - Куп Босне и Херцеговине (2): 2009, 2010.
- Унион Олимпија:
  - Куп Словеније (1): 2011.
- Будивељник:
  - Куп Украјине (1): 2012.
- Будућност:
  - Јадранска лига (1): 2017/18.
  - Првенство Црне Горе (6): 2013/14, 2014/15, 2015/16, 2016/17, 2018/19, 2020/21.
  - Куп Црне Горе (10): 2014, 2015, 2016, 2017, 2018, 2019, 2020, 2021, 2022, 2023.

### Појединачни
- Идеална стартна петорка Јадранске лиге (1): 2014/15.